# Устамак
Устамак — деревня в Тобольском районе Тюменской области России. Входит в состав Санниковского сельского поселения.

## География
Находится примерно в 53 км от Тобольска. Автобусное сообщение.
Изначально деревня находилась на правом берегу Иртыша.
Существовал колхоз «Кызыл байрак», который в 1951 году объединился с другими колхозами района, в единый колхоз имени Калинина.

## Население
| 2010 |
| ---- |
| 58   |